# غيرت بورجوازي
غيرت بورجوازي هو محامي وسياسي بلجيكي، ولد في 6 يوليو 1951 في روسلاريه في بلجيكا. نشط حزبياً في New Flemish Alliance ‏ (2001 – 2001).

## مناصب
- في انتخابات البرلمان الأوروبي 2019، انتخب عضو في البرلمان الأوروبي عن دائرة المجمع الانتخابي الناطق بالهولندية [الإنجليزية]‏ لترشحه ضمن قائمة New Flemish Alliance [الإنجليزية]‏، وقد انضم خلال فترته النيابية (2 يوليو 2019 – ) للكتلة البرلمانية كتلة المحافظين والإصلاحيين الأوروبيين.
- انتخب عضو مجلس الشيوخ البلجيكي ‏.
- انتخب عضو البرلمان الفلمنكي ‏.
- انتخب عضو مجلس النواب البلجيكي ‏.
- انتخب Minister-President of Flanders [الإنجليزية]‏ (25 يوليو 2014 – ).

## وصلات خارجية
- الموقع الرسمي